# 馬歐
馬歐（英語：Mahaut）是加勒比海島國多米尼克聖保羅區的第二大村莊，位於該島西南海岸，海拔高度20米，2001年人口2,399人，也是多米尼克高露潔-棕欖（舊稱多米尼克椰子產品）的所在地，該工廠在2015年的颶風艾瑞卡之後關閉。